# 労働者協同組合法
労働者協同組合法（ろうどうしゃきょうどうくみあいほう、令和2年12月11日法律第78号）は、労働者協同組合の基本原理および運営の原則等に関する日本の法律である。
所轄省庁は厚生労働省で、2022年（令和4年）10月1日に施行された。
これまでの労働法制、会社法制等と比較した場合、働く人（労働者）が自ら出資し、事業の運営に携わる（協同労働）仕組みに特徴がある。2020年（令和2年）6月12日、田村憲久を筆頭提出者として超党派の議員連盟が第201回国会に議案提出、継続審議の末第203回国会において、衆参両院で全会一致で可決、成立した。100条を超える規模の法案が議員立法で成立することは珍しい。施行日は一部を除き、公布後2年以内の政令で定める日とされ（附則第1条）、「労働者協同組合法の施行期日を定める政令」（令和3年9月10日政令252号）により施行日は2022年（令和4年）10月1日と定められ、予定通り施行された。

## 構成
- 第一章 総則（第1条）
- 第二章 労働者協同組合
  - 第一節 通則（第2条 - 第6条）
  - 第二節 事業（第7条 - 第8条）
  - 第三節 組合員（第9条 - 第21条）
  - 第四節 設立（第22条 - 第28条）
  - 第五節 管理
    - 第一款 定款等（第29条 - 第31条）
    - 第二款 役員等（第32条 - 第50条）
    - 第三款 決算関係書類等の監査等（第51条 - 第53条）
    - 第四款 組合員監査会（第54条 - 第57条）
    - 第五款 総会等（第58条 - 第71条）
    - 第六款 出資一口の金額の減少（第72条 - 第74条）
    - 第七款 計算（第75条 - 第79条）

  - 第六節 解散及び清算ならびに合併（第80条 - 第94条）

- 第二章の二 特定労働者協同組合（第94条の2 - 第94条の19）

- 第三章 労働者協同組合連合会（第95条 - 第123条）
- 第四章 雑則（第124条 - 第132条）
- 第五章 罰則（第132条の2 - 第137条）
- 附則

## 議論と改正
「特定労働者協同組合」を新設　令和４年６月17日公布　令和４年10月１日　施行
・都道府県知事は、以下の要件を満たす労働者協同組合を、特定労働者協同組合として認定する。
①定款に剰余金の配当を行わない旨の定めがある。
②定款に、解散時に組合員に出資額限度で分配した後の残余財産は国・地方公共団体・他の特定労働
者協同組合に帰属する旨の定めがある。
③①②の定款違反行為を行うことを決定し、又は行ったことがない。
④各理事の親族等の関係者が理事総数の３分の１以下である。
・その他、必要な書類の提出と公開、外部監事の設置、認定の取消し、罰則等について所要の規定を
設けるとともに、税制上の措置を講ずる。

## 目的
この法律は、各人が生活との調和を保ちつつその意欲及び能力に応じて就労する機会が必ずしも十分に確保されていない現状等を踏まえ、組合員が出資し、それぞれの意見を反映して組合の事業が行われ、及び組合員自らが事業に従事することを基本原理とする組織に関し、設立、管理その他必要な事項を定めること等により、多様な就労の機会を創出することを促進するとともに、当該組織を通じて地域における多様な需要に応じた事業が行われることを促進し、もって持続可能で活力ある地域社会の実現に資することを目的とする（第1条）。

## 通則
労働者協同組合（以下「組合」という。）は、法人とする。組合の住所は、その主たる事務所の所在地にあるものとする（第2条）。
組合は、次に掲げる基本原理に従い事業が行われることを通じて、持続可能で活力ある地域社会の実現に資することを目的とするものでなければならない（第3条1項）。組合は農協や生協と同じ相互扶助組織という位置づけとされる。
1. 組合員が出資すること。
2. その事業を行うに当たり組合員の意見が適切に反映されること。
3. 組合員が組合の行う事業に従事すること。

組合は、第3条1項に定めるもののほか、次に掲げる要件を備えなければならない（第3条2項）。
1. 組合員が任意に加入し、又は脱退することができること。
2. 第20条1項の規定に基づき、組合員との間で労働契約を締結すること。
3. 組合員の議決権及び選挙権は、出資口数にかかわらず、平等であること。
4. 組合との間で労働契約を締結する組合員が総組合員の議決権の過半数を保有すること。
5. 剰余金の配当は、組合員が組合の事業に従事した程度に応じて行うこと。

組合は、営利を目的としてその事業を行ってはならない。組合は、その行う事業によってその組合員に直接の奉仕をすることを目的とし、特定の組合員の利益のみを目的としてその事業を行ってはならない。組合は、特定の政党のために利用してはならない（第3条3項~5項）。
組合は、その名称中に労働者協同組合という文字を用いなければならない。組合でない者は、その名称中に労働者協同組合であると誤認されるおそれのある文字を用いてはならない。何人も、不正の目的をもって、他の組合であると誤認されるおそれのある名称を使用してはならない（第4条1項~3項）。
組合は、政令で定めるところにより、登記をしなければならない。この規定により登記を必要とする事項は、登記の後でなければ、これをもって第三者に対抗することができない（第5条）。
組合の組合員たる資格を有する者は、定款で定める個人とする（第6条）。
この法律の施行の際現に存する企業組合（中小企業等協同組合法第3条4号に掲げる企業組合をいう。以下同じ。）又は特定非営利活動法人（特定非営利活動促進法第2条2項に規定する特定非営利活動法人をいう。以下同じ。）は、施行日から起算して3年以内に、その組織を変更し、組合になることができる（附則第4条）。

## 事業
組合は、第3条1項に規定する目的を達成するため、事業を行うものとする。組合は、労働者派遣事業の適正な運営の確保及び派遣労働者の保護等に関する法律（派遣法）第2条3号に掲げる労働者派遣事業その他の組合がその目的に照らして行うことが適当でないものとして政令で定める事業を行うことができない（第7条）。逆に言えば、組合の行うことのできる事業は、労働者派遣事業以外の事業については法令上の制限はない。
総組合員の5分の4以上の数の組合員は、組合の行う事業に従事しなければならない。組合の行う事業に従事する者の4分の3以上は、組合員でなければならない（第8条）。

## 組合員
組合員は、出資一口以上を有しなければならない。出資一口の金額は、均一でなければならない（第9条1項、2項）。組合員は、各一個の議決権及び役員又は総代の選挙権を有する（第11条1項）。
組合員たる資格を有する者が組合に加入しようとするときは、組合は、正当な理由がないのに、その加入を拒み、又はその加入につき現在の組合員が加入の際に付されたよりも困難な条件を付してはならない。組合に加入しようとする者は、定款で定めるところにより加入につき組合の承諾を得て、引受出資口数に応ずる金額の払込みを完了した時に組合員となる（第12条）。
組合員の持分は、譲渡することができない（第13条）。
組合は、その行う事業に従事する組合員（次に掲げる組合員を除く。）との間で、労働契約を締結しなければならない（第20条1項）。つまり、組合員は労働者として明確に位置づけられ、労働基準法、最低賃金法、労働者災害補償保険法等の労働諸法令や、組合員が労働組合を結成した場合の労働組合法等の法令は一般の労働者と同様に組合員にも適用される。ワーカーズ・コレクティブの事案において、労働基準法が適用される「労働者」には該当しないと判断した判例（企業組合ワーカーズ・コレクティブ轍・東村山事件。東京地裁立川支判平成30年9月25日。最高裁で確定）、法案審議において組合員の「労働者性」が強調されることとなった。
- 組合の業務を執行し、又は理事の職務のみを行う組合員
- 監事である組合員

第14条又は第15条1項（第2号を除く。）の規定による組合員の脱退は、当該組合員と組合との間の労働契約を終了させるものと解してはならない（第20条2項）。
組合は、組合員（組合員であった者を含む。）であって組合との間で労働契約を締結してその事業に従事するものが、議決権又は選挙権の行使、脱退その他の組合員の資格に基づく行為をしたことを理由として、解雇その他の労働関係上の不利益な取扱いをしてはならない（第21条）。

## 組合の設立
組合を設立するには、その組合員になろうとする3人以上の者が発起人となることを要する（第22条）。発起人は、定款を作成し、これを会議の日時及び場所とともに公告して、創立総会を開催しなければならない。この公告は、会議開催日の少なくとも2週間前までにしなければならない（第23条1項、2項）。発起人は、理事を選任したときは、速やかに、その事務を当該理事に引き渡さなければならない（第24条）。組合は、主たる事務所の所在地において設立の登記をすることによって成立する（第26条）。

### 定款・規約
組合の定款には、次に掲げる事項を記載し、又は記録しなければならない。これらの事項のほか、組合の定款には、この法律の規定により定款の定めがなければその効力を生じない事項及びその他の事項でこの法律に違反しないものを記載し、又は記録することができる（第29条）。
1. 事業
2. 名称
3. 事業を行う都道府県の区域
4. 事務所の所在地
5. 組合員たる資格に関する規定
6. 組合員の加入及び脱退に関する規定
7. 出資一口の金額及びその払込みの方法
8. 剰余金の処分及び損失の処理に関する規定
9. 準備金の額及びその積立ての方法
10. 就労創出等積立金に関する規定
11. 教育繰越金に関する規定
12. 組合員の意見を反映させる方策に関する規定
13. 役員の定数及びその選挙又は選任に関する規定
14. 事業年度
15. 公告方法
16. 組合の存続期間又は解散の事由を定めたときはその期間又はその事由
17. 現物出資をする者を定めたときはその者の氏名、出資の目的たる財産及びその価格並びにこれに対して与える出資口数
18. 組合の成立後に譲り受けることを約した財産がある場合にはその財産、その価格及び譲渡人の氏名

次に掲げる事項は、定款で定めなければならない事項を除いて、規約で定めることができる（第30条）。
1. 総会又は総代会に関する規定
2. 業務の執行及び会計に関する規定
3. 役員に関する規定
4. 組合員に関する規定
5. その他必要な事項

組合は、定款及び規約を各事務所に備え置かなければならない（第31条1項）。

## 組織変更
公益性の高い仕事に取り組むNPO法人では、その業務の性格上、資金繰りが難しい背景があった。労働者協同組合においては、組合員自身が事業運営のための資金を出資し、仕事に従事する形態であるため、費用に掛かる人件費にあたる賃金・労働時間・事業内容を組合内で協議を行い決定することが出来る。また、人格なき団体として地域活動を行っている地域内のグループが、労働者協同組合となることにより、市町村の事業を入札や公募で受託することができるようになる。それにより、地域の公共福祉活動の資金が得られる機会が増える利点がある。想定される例として、清掃活動を行う町内会による自治体の道路清掃事業受託運営、社会福祉法人の配食グループによる高齢者配食事業受託運営などである。
2023年4月1日、特定非営利活動法人ワーカーズコープが労働者協同組合ワーカーズコープ・センター事業団に組織変更を行った。

## 労働者協同組合法を取り上げた国際的な動き
2021年9月、国連総会で提出された、国連事務総長による報告書『社会発展における協同組合』（英: Cooperatives in social development）に、日本で労働者協同組合法が採択されたことが取り上げられた。

## 世界における労働者協同組合法
スペイン
スペインの協同組合法は全163条の統一協同組合法であり、その中に12種類の協同組合についての特別規定がある。労働者協同組合は「協同労働協同組合」として規定されている。「スペイン協同組合法」（1987年）
ポルトガル
ポルトガル協同組合法は、全94条の協同組合基本法である。協同組合の種類（12種プラス多目的組合）が明記されているという意味でドイツ法的な特徴がありながら、同時に同法に基づいて、生協法や農協法などが予定されており、基本法と個別法から立脚している法制であるという意味でフランス・イタリア法的特徴をもつ。
イギリス
「産業および節約組合法」（1852年）
「産業共同所有法」（1976年）
フランス
フランスは、イギリスの統一法ともドイツの統一法とも異なって、協同組合基本法と各種協同組合の個別法からなっている。
イタリア
イタリアの協同組合法制は憲法→民法→各種法からなっている。イタリア共和国憲法は、第45条で協同組合の役割とその保護を宣言している。民法の協同組合規定は協同組合法の基本法に相当し、その上で、産業政策・社会政策・雇用政策等の必要から各種の特別法が制定されている。それらには、不分割積立金の非課税措置、労働者協同組合の優遇税制、労働者協同組合を通じた雇用支援融資（時限法）および「社会的協同組合法」が含まれる。
ドイツ
ドイツは信用組合および農業協同組合の母国とされるが、1889年「産業経済協同組合法」が成立し、1985年その大幅な改正が行われている。同法はわが国「産業組合法」（1900年）の母法となったものである。同法は統一協同組合法であり、労働者協同組合ないしは生産組合に関する特別規定または個別法は存在しないが、その第１条によって、協同組合の種類を規定し、生産組合を設立することができる。
カナダ
カナダ協同組合法は1988年３月に制定された全386条に及ぶ連邦レベルの統一協同組合法である。ＩＣＡ原則およびカナダ独自の原則ないし運営基準である協同組合基準に基づいている。「カナダ協同組合法」（1998年）
ロシア
「ロシア連邦生産協同組合法」（1996年）
アメリカ
アメリカ合衆国は、クレジットユニオン法を例外として連邦協同組合法はなく、協同組合法は各州毎に制定されている。
韓国
「協同組合基本法」（2011年）
基本法制定前の韓国の協同組合法は，日 本と同じように特別法形式で、個別法のみであった。
個別の協同組合法を有する国
モルドバ〔1992〕，アゼルバイジャン〔1996〕，キルギスタン〔1991，1999，2005〕,インド（アンドレプラデシュ協同組合法）〔1995〕